# دیپ داون
دیپ داون (به انگلیسی: Deep Down) یک بازی ویدئویی در سبک اکشن نقش آفرینی که توسط شرکت کپ‌کام در دست ساخت بوده و قرار است در تاریخی نامشخص به طور انحصاری برای کنسول پلی‌استیشن ۴ منتشر شود. اگرچه بازی شامل مبارزاتی توسط شمشیر، جادو و اژدها می‌باشد، اما داستان بازی در سال ۲۰۹۴ و در نیویورک رخ می‌دهد. بازی به صورت تکنفره و یا گیم پلی گروهی (تا چهار بازیکن) است و به اکتشاف و پاکسازی سیاه‌چاله می‌پردازد.